# Neltnerita
La neltnerita és un mineral de la classe dels silicats, que pertany al grup de la braunita. Va ser descoberta l'any 1979 a la mina Tachgagalt, Província de Ouarzazate, Souss-Massa-Draâ, al Marroc i rep el seu nom en honor de Louis Neltner (1903 - 1985), director de l'École nationale supérieure des mines de Saint-Étienne, pioner en l'estudi dels dipòsits minerals de l'Alt Atles marroquí.

## Característiques
La neltnerita és un nesosilicat de fórmula química CaMn₆3+(SiO₄)O₈. Cristal·litza en el sistema tetragonal, rarament forma cristalls dipiramidals, de fins a 1 mm. És l'anàleg mineral amb calci de la braunita. És de color negre i la seva duresa a l'escala de Mohs és 6.
Segons la classificació de Nickel-Strunz, la neltnerita pertany a «09.AG: Estructures de nesosilicats (tetraedres aïllats) amb anions addicionals; cations en coordinació > [6] +- [6]» juntament amb els següents minerals: abswurmbachita, braunita, braunita-II, långbanita, malayaïta, titanita, vanadomalayaïta, natrotitanita, cerita-(Ce), cerita-(La), aluminocerita-(Ce), trimounsita-(Y), yftisita-(Y), sitinakita, kittatinnyita, natisita, paranatisita, törnebohmita-(Ce), törnebohmita-(La), kuliokita-(Y), chantalita, mozartita, vuagnatita, hatrurita, jasmundita, afwillita, bultfonteinita, zoltaiïta i tranquillityita.

## Formació i jaciments
La neltnerita ha estat trobada a Copper Harbor, Comtat de Keweenaw, Michigan i al Districte Warren, Comtat de Cochise, Arizona, als Estats Units; a la mina Tachgagalt, Província de Ouarzazate, Souss-Massa-Draâ, al Marroc; a la mina Arschitza, Iacobeni, Suceava, Romania; i a Hotazel, Cap Septentrional, a Sud-àfrica.
Pot trobar-se associada amb altres minerals com: braunita, marokita i crednerita.